# Twin Waters
 (juillet 2020).
Si vous disposez d'ouvrages ou d'articles de référence ou si vous connaissez des sites web de qualité traitant du thème abordé ici, merci de compléter l'article en donnant les références utiles à sa vérifiabilité et en les liant à la section « Notes et références ».
 (juillet 2020).
Twin Waters est une banlieue côtière de Maroochydore dans la région de Sunshine Coast, Queensland, Australie.

## Géographie
Twin Waters est situé sur la rive nord de la rivière Maroochy.
La limite sud de Twin Waters est marquée par la rivière South Maroochy. Une partie de la banlieue est préservée dans le parc de conservation de la rivière Maroochy. Le parc a été créé en 1992, couvre 174 hectares et est géré principalement pour la conservation de la nature.

## Histoire
Twin Waters faisait à l'origine partie de la banlieue de Mudjimba et contient un domaine de canal important.
Lors du recensement australien de 2011, la banlieue a enregistré une population de 2 542 habitants.